# Adreppus nigrinervis
Adreppus nigrinervis är en insektsart som först beskrevs av Carl Stål 1878.  Adreppus nigrinervis ingår i släktet Adreppus och familjen gräshoppor. Inga underarter finns listade i Catalogue of Life.